# Degersand
Degersand este o arie protejată (arie specială de conservare — SAC, sit de importanță comunitară — SCI) din Finlanda întinsă pe o suprafață de 0,5 ha, din care 20 % marine.

## Localizare
Centrul sitului Degersand este situat la coordonatele 60°09′17″N 19°35′58″E / 60.154722°N 19.599444°E.

## Înființare
Situl Degersand a fost declarat sit de importanță comunitară în octombrie 1997 pentru a proteja un număr necunoscut de specii din flora spontană și fauna sălbatică aflate în arealul zonei. Situl a fost protejat și ca arie specială de conservare în decembrie 2015.

## Biodiversitate
Situată în ecoregiunea boreală, aria protejată nu include niciun habitat protejat.
La baza desemnării sitului se află un număr nedeclarat de specii protejate.
Pe lângă speciile protejate, pe teritoriul sitului au mai fost identificate 1 specie de plante.